# Prisoners of Love: A Smattering of Scintillating Senescent Songs: 1985-2003
Prisoners of Love: A Smattering of Scintillating Senescent Songs: 1985-2003 (ofta förkortat till Prisoners of Love), är ett samlingsalbum av Yo La Tengo. Albumet finns i två versioner; en med två skivor och en med tre. Den tredje skivan är en A Smattering of Outtakes and Rarities 1986-2002.

## Låtlista

### Skiva 1
1. "Shaker"
2. "Sugarcube"
3. "Barnaby, Hardly Working"
4. "Little Eyes"
5. "Stockholm Syndrome"
6. "Our Way To Fall"
7. "From A Motel 6"
8. "Swing For Life"
9. "Tom Courtenay"
10. "I Heard You Looking"
11. "You Can Have It All"
12. "Did I Tell You"

### Skiva 2
1. "The River of Water"
2. "Autumn Sweater"
3. "Big Day Coming"
4. "Pablo And Andrea"
5. "Drug Test"
6. "Season Of The Shark"
7. "Upside-Down"
8. "The Summer"
9. "Tears Are In Your Eyes"
10. "Blue Line Swinger"
11. "The Story Of Jazz"
12. "Nuclear War (version 1)"
13. "By The Time It Gets Dark"

### Skiva 3
1. "Stay Away From Heaven"
2. "Pencil Test"
3. "Almost True"
4. "Tom Courtenay"
5. "Big Day Coming"
6. "Dreaming"
7. "Bad Politics"
8. "Blue-Green Arrow"
9. "Decora"
10. "Out the Window"
11. "Weather Shy"
12. "Dreams"
13. "Autumn Sweater"
14. "Ashes on the Ground"
15. "Mr. Ameche Plays the Stranger"
16. "Magnet"